# Tiro com arco nos Jogos Asiáticos em Recinto Coberto de 2009
As competições de tiro com arco nos Jogos Asiáticos em Recinto Coberto de 2009 ocorreram entre 3 e 6 de novembro. Oito eventos foram disputados.

## Calendário
| Outubro/Novembro | 28 | 29 | 30 | 31 | 1 | 2 | 3 | 4 | 5 | 6 | 7 | 8 | Finais |
| ---------------- | -- | -- | -- | -- | - | - | - | - | - | - | - | - | ------ |
| Tiro com arco    |    |    |    |    |   |   |   |   | 4 | 4 |   |   | 8      |

## Quadro de medalhas
| Ordem | País          | Medalha de ouro | Medalha de prata | Medalha de bronze |    |
| ----- | ------------- | --------------- | ---------------- | ----------------- | -- |
| 1     | Coreia do Sul | 4               | 1                | 1                 | 6  |
| 2     | Irã           | 3               | 1                | 4                 | 8  |
| 3     | Tailândia     | 1               | 2                |                   | 3  |
| 4     | China         |                 | 2                |                   | 2  |
| 5     | Vietname      |                 | 1                | 2                 | 3  |
| 6     | Mongólia      |                 | 1                |                   | 1  |
| 7     | Índia         |                 |                  | 1                 | 1  |
| TOTAL | TOTAL         | 8               | 8                | 8                 | 24 |

## Medalhistas
| Evento                              | Ouro                            | Prata                               | Bronze                          |
| Arco recurvo individual masculino   | KOR Coreia do Sul Kim Myeong-Su | KOR Coreia do Sul Kim Woo-Jin       | IRI Irã Majid Mirrahimi         |
| Arco recurvo por equipes masculino  | KOR Coreia do Sul               | CHN China                           | IRI Irã                         |
| Arco recurvo individual feminino    | KOR Coreia do Sul An Se-Jin     | MGL Mongólia Bishindee Urantungalag | KOR Coreia do Sul Yu Jang-Mi    |
| Arco recurvo por equipes feminino   | KOR Coreia do Sul               | CHN China                           | IRI Irã                         |
| Arco composto individual masculino  | IRI Irã Reza Zamaninejad        | VIE Vietnã Nguyen Tien Cuong        | IRI Irã Mansour Kordi           |
| Arco composto por equipes masculino | IRI Irã                         | THA Tailândia                       | VIE Vietnã                      |
| Arco composto individual feminino   | THA Tailândia Narisara Tinbua   | IRI Irã Mahtab Parsamehr            | VIE Vietnã Tran Nguyen Tieu Anh |
| Arco composto por equipes feminino  | IRI Irã                         | THA Tailândia                       | IND Índia                       |